# Seznam členů šesté Grónské zemské rady
Šestá Grónská zemská rada se sešla čtyřikrát:
| Severní inspektorát Grónska      | Jižní inspektorát Grónska       |
| -------------------------------- | ------------------------------- |
| 4. června – 17. června 1939      | 2. července – 20. července 1939 |
| 3. května 1940                   |                                 |
| 23. června – 2. července 1941    |                                 |
| 15. července – 31. července 1943 |                                 |

V letech 1942 a 1944 se nekonala žádná schůze. Zasedání v letech 1940, 1941 a 1943 se konala společně pro jižní i severní inspektorát.

## Členové
| Severní inspektorát Grónska | Severní inspektorát Grónska | Severní inspektorát Grónska | Severní inspektorát Grónska | Severní inspektorát Grónska | Severní inspektorát Grónska | Severní inspektorát Grónska | Severní inspektorát Grónska | Severní inspektorát Grónska                              |
| Volební obvod               | Jméno člena                 | Rok narození                | Povolání                    | 1939                        | 1940                        | 1941                        | 1943                        | Poznámky                                                 |
| --------------------------- | --------------------------- | --------------------------- | --------------------------- | --------------------------- | --------------------------- | --------------------------- | --------------------------- | -------------------------------------------------------- |
| 1                           | Niels Petersen              | 1898                        | Lovec                       | •                           | •                           | •                           | •                           |                                                          |
| 1                           | Johannes Filemonsen         | 1886                        | Lovec                       |                             |                             |                             |                             |                                                          |
| 2                           | Isak Siegstad               | 1898                        | Katechet                    | •                           | •                           | •                           | †                           | 1943 zemřel                                              |
| 2                           | Nikolaj Rosing              | 1903                        | Udstedsverwalter            |                             |                             |                             | •                           |                                                          |
| 3                           | Knud Abelsen                | 1906                        | Úředník                     | •                           | •                           | •                           | •                           |                                                          |
| 3                           | Jens Geisler                | ?                           | Lovec                       |                             |                             |                             |                             |                                                          |
| 4                           | Frederik Jensen             | 1900                        | Udstedsverwalter            | •                           | •                           | •                           | •                           |                                                          |
| 4                           | John Villadsen              | ?                           | Lovec                       |                             |                             |                             |                             |                                                          |
| 5                           | Amasa Fly                   | 1897                        | Lovec                       | •                           | •                           | •                           | •                           |                                                          |
| 5                           | Marius Sivertsen            | 1906                        | Bednář                      |                             |                             |                             |                             |                                                          |
| 6                           | Frederik Lynge              | 1889                        | koloniální správce          | •                           | •                           | •                           | •                           |                                                          |
| 6                           | Karl Heilmann               | 1892                        | Pastor                      |                             |                             |                             |                             |                                                          |
| 7                           | Isak Kleist                 | 1894                        | Lovec                       | •                           | •                           | •                           | •                           |                                                          |
| 7                           | Peter Nielsen               | 1905                        | Obchodní asistent           |                             |                             |                             |                             |                                                          |
| 8                           | Hans Petersen               | 1899                        | Udstedsverwalter            | •                           | •                           | •                           | •                           |                                                          |
| 8                           | Jacob Therkelsen            | ?                           | Lovec                       |                             |                             |                             |                             |                                                          |
| 9                           | Edvard Kruse                | 1900                        | Starší katecheta            | •                           | •                           | •                           | •                           |                                                          |
| 9                           | Peter Fleischer             | 1904                        | Obchodní asistent           |                             |                             |                             |                             |                                                          |
| 10                          | Samuel Møller               | 1885                        | Starší katecheta            | •                           | •                           | •                           | •                           |                                                          |
| 10                          | Mathæus Tobiassen           | 1911                        | Katechet                    |                             |                             |                             |                             |                                                          |
| 11                          | Hendrik Olsen               | 1901                        | Obchodní asistent           | •                           |                             | •                           | •                           |                                                          |
| 11                          | Peter Lundblad              | ?                           | Katecheta                   |                             |                             |                             |                             |                                                          |
| 12                          | Jens Nielsen                | 1887                        | Udstedsverwalter            |                             |                             |                             | •                           |                                                          |
| 12                          | Knud Bidstrup               | 1907                        | Lovec                       | •                           |                             | •                           |                             |                                                          |
| Jižní inspektorát Grónska   |                             |                             |                             |                             |                             |                             |                             |                                                          |
| Volební obvod               | Jméno člena                 | Rok narození                | Povolání                    | 1939                        | 1940                        | 1941                        | 1943                        | Poznámky                                                 |
| 1                           | Ferdinand Knudsen           | 1911                        | Udstedsverwalter            | •                           |                             | •                           | •                           |                                                          |
| 1                           | ?                           | ?                           | ?                           |                             |                             |                             |                             | neznámý                                                  |
| 2                           | Josva Simonsen              | 1901                        | Lovec                       | •                           |                             | •                           | •                           |                                                          |
| 2                           | ?                           | ?                           | ?                           |                             |                             |                             |                             | neznámý                                                  |
| 3                           | Frederik Høegh              | 1895                        | Udstedsverwalter            | •                           | ―                           | ―                           | ―                           | 1940 rezignoval                                          |
| 3                           | Morthen Poulsen             | 1895                        | Lovec                       | ―                           |                             | •                           | •                           | Volby 1939 neplatné; zvolen pouze v doplňovacích volbách |
| 4                           | Hans Lynge                  | 1906                        | Spisovatel                  | •                           | •                           | •                           | •                           |                                                          |
| 4                           | ?                           | ?                           | ?                           |                             |                             |                             |                             | neznámý                                                  |
| 5                           | Niels Egede                 | 1900                        | penzionovaný učitel         | •                           | •                           | •                           |                             |                                                          |
| 5                           | Otto Egede                  | 1889                        | Pastýř                      |                             |                             |                             | •                           |                                                          |
| 6                           | Gerhard Egede               | 1892                        | Pastor                      | •                           | •                           | •                           | •                           |                                                          |
| 6                           | Pavia Jakobsen              | 1897                        | Lovec                       |                             |                             |                             | •                           | Gerharda Egede zastupoval v roce 1943 pouze dočasně      |
| 7                           | Egede Motzfeldt             | 1907                        | Pekař                       | •                           |                             | •                           | •                           |                                                          |
| 7                           | ?                           | ?                           | ?                           |                             |                             |                             |                             | neznámý                                                  |
| 8                           | Kristoffer Lynge            | 1894                        | Redaktor                    | •                           | •                           | •                           | •                           |                                                          |
| 8                           | ?                           | ?                           | ?                           |                             |                             |                             |                             | neznámý                                                  |
| 9                           | Pavia Petersen              | 1904                        | penzionovaný katecheta      | •                           | •                           | •                           |                             |                                                          |
| 9                           | Albrekt Skifte              | 1898                        | Kapitán                     |                             |                             |                             | •                           |                                                          |
| 10                          | Karl Kreutzmann             | 1889                        | Lovec                       | •                           | •                           | •                           | •                           |                                                          |
| 10                          | ?                           | ?                           | ?                           |                             |                             |                             |                             | neznámý                                                  |
| 11                          | Frederik Lennert            | 1900                        | Udstedsverwalter            | •                           | •                           | •                           | •                           |                                                          |
| 11                          | ?                           | ?                           | ?                           |                             |                             |                             |                             | neznámý                                                  |